# Borgward BX6
La Borgward BX6 è un'autovettura prodotta dalla casa automobilistica cinese Foton dal 2018 al 2021 riutilizzando il marchio storico della Borgward.

## Descrizione
La BX6 è una versione con carrozzeria simile alla coupé della Borgward BX5.
La prima mondiale del veicolo è stata all'86º Salone di Ginevra nel marzo 2016 sotto forma di concept car chiamata BX6 TS. La versione di produzione è stata presentata il 9 maggio 2018, con le vendite iniziate a partire dalla fine del 2018.

## Motorizzazioni
La BX6 è alimentata da un propulsore turbocompresso due litri a benzina con una potenza massima di 165 kW (224 CV) che è anche impiegato sulle BX5 e BX7. La trasmissione è abbinata a un cambio automatico a 6 marce e alla trazione integrale.

## Riconoscimenti
- Designpreis der Bundesrepublik Deutschland 2017[5]